# Greg Baker
Gregory Baker (n. 16 aprilie 1968, New York City, New York, SUA), este un actor american de televiziune, actor de film și muzician. Cunoscut cu numele Burget Pitt pentru rolul său din serialul Sunt în formație. El a mai apărut și în serialul Hannah Montana cu rolul Domnului Corelli.
| - Step by Step (1997) - Drew - Suddenly Susan (1998) - Michael - Saved by the Bell: The New Class (1998) - unknown - As Seen On (1998) - Host - Sports Night (1998-2000) - Elliot - The Hughleys (2000) - Crazy Larry - The West Wing (2001) - Interviewer - Three Sisters (2001) - Ron - That's Life (2002) - Co-Worker - Grounded for Life (2002) - Guy - Lizzie McGuire (2002) - Security Guard - The District (2003) - Clerk - ER (2006) - Highsmith - Hannah Montana (2006-2009) - Mr.Corelli - Bones (2007) - Melvin Gallagher - I'm in the Band (2010) - Burger Pitt | - D'Angel Among Us (1996) - Hollander/Mark Goodheart - Ballad of the Nightingale (1998) - unknown - Thank Heaven (2001) - Paul Jones - Blown Chance (2001) - Friend - Little Black Book (2004) - Guy - The Life Coach (2005) - Francis LC O'Reilly - He Was a Quiet Man (2007) - Copy Boy - Letting Go (2010) - The Maverick Editor |